# Nikola Radosová
Nikola Radosová (* 3. Mai 1992 in Bojnice) ist eine slowakische Volleyballspielerin. Seit der Saison 2020/21 steht sie bei Fatum Nyíregyháza unter Vertrag.

## Karriere
Radosová begann ihre Karriere in einer Sportschule in Nitra. Aus ihrer slowakischen Heimat wechselte sie 2008 zum österreichischen Erstligisten SVS Post Schwechat. Mit dem Verein gewann die Außenangreiferin von 2009 bis 2013 jedes Jahr die österreichische Meisterschaft.
2013 wurde sie vom deutschen Bundesligisten SC Potsdam verpflichtet. Im November desselben Jahres zog sie sich einen Kreuzbandriss und eine Verletzung am Meniskus zu; dadurch fiel sie für den Rest der Saison aus. 2015 wechselte Radosová nach Polen zu BKS Aluprof Bielsko-Biała. Dort spielte sie eine Saison, bis sie zum rumänischen Verein CSM Bukarest wechselte. Mit diesem erreichte sie in der Saison 2017/18 sowohl Meisterschaft als auch Pokalsieg.
Ende Juni 2018 gab der deutsche Pokalsieger Dresdner SC die Verpflichtung von Nikola Radosová bekannt. In ihrer ersten Saison bei den Dresdnern schied sie bereits im Playoff-Viertelfinale aus dem Kampf um die Deutsche Meisterschaft aus. Radosová hatte sich im Verlauf der Saison einen  kombinierten Muskel-Sehnenriss an der rechten Oberschenkelrückseite zugezogen und war für die Play-off-Phase ausgefallen. Mitte April 2019 gab der Dresdner SC die Verlängerung des auslaufenden Vertrags bekannt. 2020 gewann Radosová mit Dresden den DVV-Pokal und wechselte anschließend nach Ungarn zu Fatum Nyíregyháza.

### Nationalmannschaft
Mit der slowakischen Juniorinnen-Nationalmannschaft nahm sie an der Weltmeisterschaft 2011 in Peru teil. Seit 2012 bestreitet Radosová Spiele für die slowakische Volleyballnationalmannschaft.